# Сильвестр III
Сильвестр III (лат. Silvester; ? — 1 січня 1060; Сабіна) — сто сорок сьомий папа Римський (20 січня 1045 — 10 березня 1045), народився у Римі.
Єпископ Сабіни, обраний папою після вигнання з Рима папи Бенедикта IX. Пізніше його звинуватили в підкупі під час виборів, хоча він ніколи цього не визнав. Невдовзі Бенедикт IX повернувся до Рима й змістив Сильвестра III, який повернувся до виконання своїх обов'язків єпископа Сабіни.